# PlayHard
Bruno Bittencourt Carvalho Oliveira, mais conhecido como Bruno PlayHard (Viçosa, 10 de março de 1994), é um youtuber e empresário brasileiro, mais conhecido por fundar a equipe de esporte eletrônico Loud em 2019. Ele apareceu na 30 Under 30 da Forbes Brasil no mesmo ano. É considerado um pioneiro dos jogos mobile e um dos principais nomes do Garena Free Fire.
Formado em Ciência da Computação pela Universidade Federal de Viçosa (UFV), PlayHard não teve apoio da família no início da carreira. Em 2014, ele criou criou seu canal no YouTube que, até dezembro de 2018, tinha 7 milhões de inscritos e 700 milhões de visualizações. Na plataforma, ele ficou mais conhecido por jogos como Clash of Clans, Clash Royale e Free Fire. PlayHard foi um dos jurados da categoria Mobile Games do Prêmio eSports Brasil daquele ano. Em abril de 2018, ele fez parte do programa "Facebook Gaming Creator Pilot", que tinha a intenção de "ajudar os gamers a se conectarem com suas audiências em streaming de jogos." Ainda em 2018, ele participou do reality show do YouTube Final Level.
Em fevereiro de 2019, PlayHard fundou a equipe de esportes eletrônicos Loud, junto com o empresário Jean Ortega. Na época, PlayHard era considerado um dos maiores streamers de Free Fire do Brasil. Em junho de 2019, foi lançada a Nimo TV, rival da Twitch, com PlayHard fazendo parte da equipe de streamers da nova plataforma. A Loud foi indicada à categoria de Melhor Organização do Ano do Prêmio eSports Brasil daquele ano. No ano seguinte, PlayHard foi indicado à categoria Personalidade do Ano do mesmo prêmio. No dia 13 de agosto, ele anunciou o "Desafio PlayHard", para 48 gamers femininas, sendo essa "uma oportunidade de mostrar seu trabalho e sua gameplay, e ainda concorrer a um celular gamer".

## Livros
- Play em Nível Hard: Jogando para Vencer na Vida e no YouTube (2019), ISBN 9788582469194

## Prêmios e indicações
| Ano  | Organização           | Recipiente(s) | Categoria            | Resultado | Ref.   |
| ---- | --------------------- | ------------- | -------------------- | --------- | ------ |
| 2020 | Prêmio eSports Brasil | PlayHard      | Personalidade do Ano | Indicado  | [ 11 ] |